# Trudi Gerster

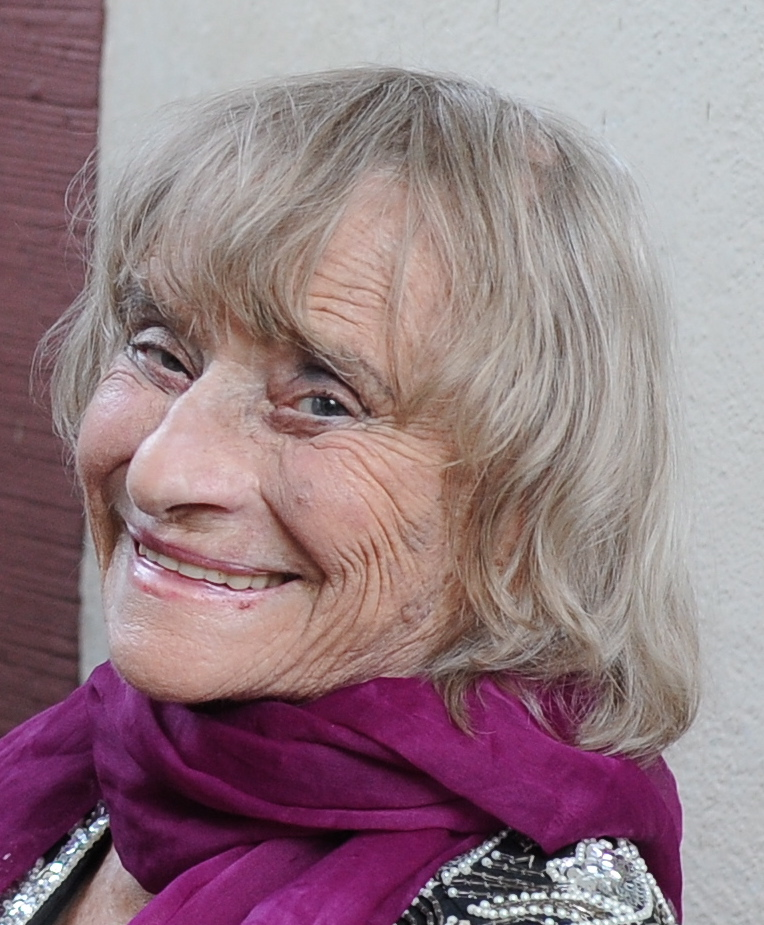
Trudi Gerster (2009)

Trudi Gerster (* 6. September 1919 in St. Gallen; † 27. April 2013 in Basel) war eine Schweizer Schauspielerin, Märchenerzählerin und Politikerin.

## Leben

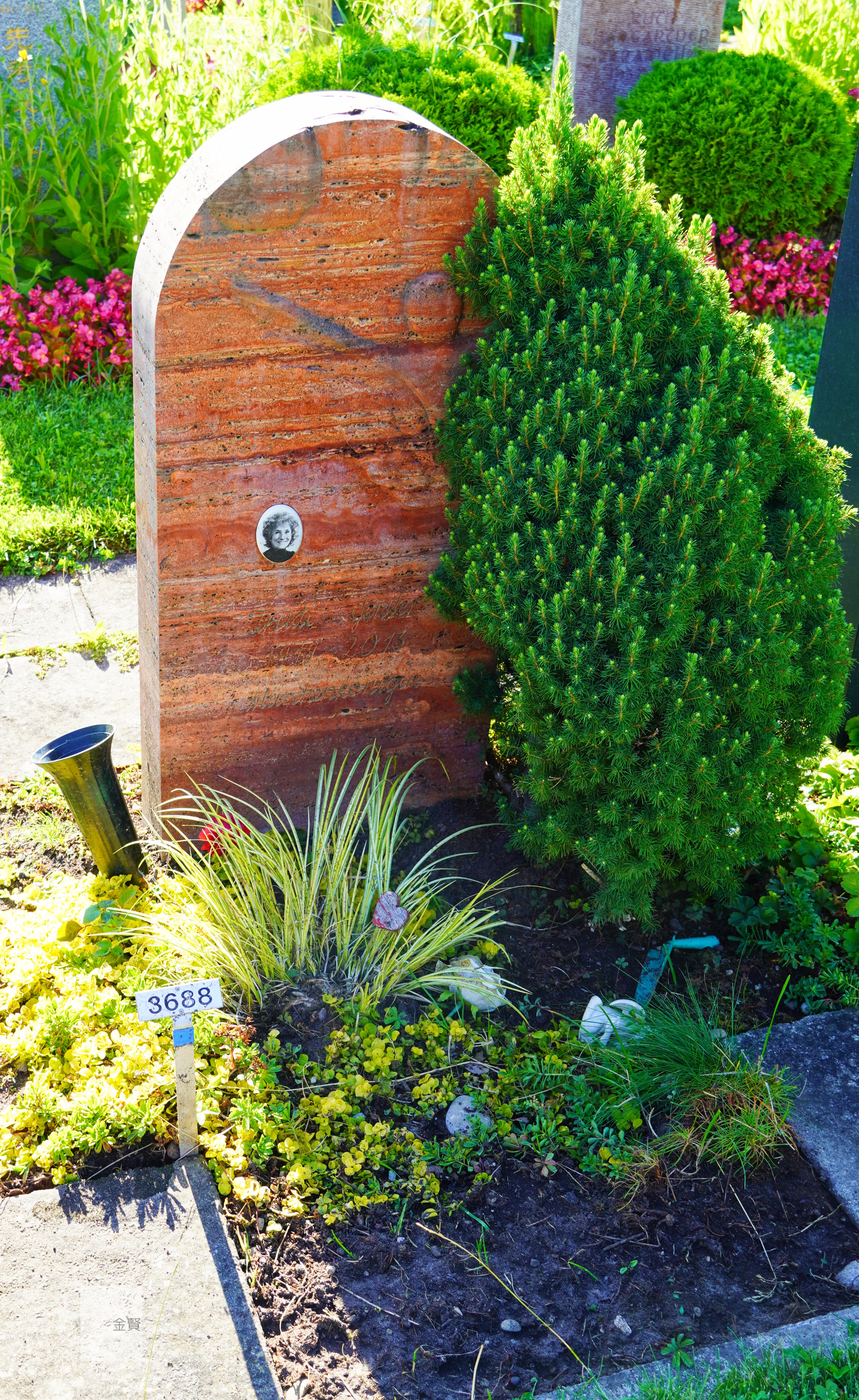
Grabstein von Trudi Gerster, Friedhof am Hörnli Riehen

Trudi Gerster verbrachte ihre Kindheit und Jugend in der Ostschweizer Kantonshauptstadt St. Gallen. Ihr Vater, Gottlieb Gerster, der Mitgründer der Büchergilde Gutenberg war, führte Trudi schon früh in die Welt der Bücher und des Erzählens ein, jedoch behauptete Gerster im Dokumentationsfilm "Die Märchenkönigin" (2009), dass ihr als Kind niemals Geschichten erzählt wurden.
Gerster absolvierte 1939/40 die Schauspielschule Zürich und nahm Privatunterricht unter anderem bei Ernst Ginsberg. An der Schweizerischen Landesausstellung 1939 hatte sie ihr erstes Engagement als Märchenerzählerin im Kinderparadies. Ab 1940 bis zur Geburt ihrer Kinder war sie am Stadttheater St. Gallen engagiert, unter anderem als Gretchen in Goethes Faust. Ab 1945 war sie freie Schauspielerin. Daneben verfasste Gerster mehrere Kinderbücher in Zusammenarbeit mit ihrem Sohn Andreas Jenny, der die Bücher illustrierte und dessen Frau Verena, die eigene Geschichten beisteuerte. Ihr erfolgreichstes Buch war "Schweizer Märchen" von 1992. Ab 1940 erzählte sie bis ins hohe Alter regelmässig Geschichten im Kinderprogramm von Schweizer Radio DRS. Als Märchenerzählerin begleitete Gerster drei Generationen von Schweizern während ihrer Kindheit. Ihre unverkennbare Stimme ist auf unzähligen Aufnahmen zu hören, die von den klassischen Märchen der Brüder Grimm und Andersens Märchen bis hin zu Volksmärchen und Sagen der unterschiedlichsten Ländern führen. 
Viele ihrer Tonträger wurden mit dem Goldig Chrönli, dem wichtigsten Kinderhörspiel-Preis der Deutschschweiz, ausgezeichnet. 1998 wurde sie zur beliebtesten Kulturschaffenden der Schweiz gewählt und 2005 erhielt sie den Ehren-Prix Walo für ihr Lebenswerk. 2009 wurde sie von den Filmemachern Barbara Zürcher und Angelo A. Lüdin mit der Hommage «Die Märchenkönigin» gewürdigt.
1968 wurde sie als eine der ersten Frauen in ein schweizerisches Parlament gewählt. Sie sass bis 1980 im Grossen Rat des Kantons Basel-Stadt, anfangs als Parteilose, später als Vertreterin des Landesrings der Unabhängigen. Sie setzte sich für Kulturförderung (unter anderem für das Basler Kindertheater), für Frauenrechte, gegen neue Atomkraftwerke und für den Umweltschutz ein. Gerster war Vorstandsmitglied der Basler Sektion des Schweizer Heimatschutz.
Gerster war zweimal verheiratet und hatte eine Tochter, Esther Jenny-Keshava, und einen Sohn, Andreas Jenny, aus erster Ehe. Sie lebte in Basel, wo sie im Alter von 93 Jahren starb.
Nach ihrem Tod widmete ihr das Landesmuseum Zürich einen eigenen Raum in der Ausstellung Märchen, Magie und Trudi Gerster vom 10. Januar bis 11. Mai 2014.
Basel-Stadt ehrte Trudi Gersters 100. Geburtstag mit einem Kultur-Stadtrundgang. «Auf den Spuren von Trudi Gerster durch ihre Stadt». Ausserdem gibt es seit Ende 2013 in der Geburtsstadt Gersters St. Gallen sechs Märchenstationen auf verschiedenen Spielplätzen der Stadt, die das Hören von sechs Geschichten, per QR-Code, ermöglicht.
Am 9. September 2024 wurde in Basel der Spielplatz «Trudi Gerster-Anlage» nach ihr benannt.

## Werke (Auswahl)

### Erzählungen
- Trudi Gerster erzählt – Edition erlebt und erinnert (2010)
- Weihnachtsgeschichten (2002)
- Wie der Elefant zum Rüssel kam (2001)
- Zauberhexen – Hexenzauber (1999)
- Drachengeschichten (1998)
- Schweizer Märchen (1990)
- Wie der Elefant zum Rüssel kam (1986)
- Vom dummen, dummen Negerlein: Eine lustige Geschichte (1960)
- 100 Jahre Trudi Gerster – Das Märchenbuch (2019)[10]

## Filmografie
- De Hotelportier (Spielfilm, 1941)
- Lüthi und Blanc (TV-Soap, 2005)
- Geld oder Leben (Kinofilm, 2008)[11]
- Trudi Gerster – Die Märchenkönigin (Kinofilm, 2009)[12][13]